# قاعدة بوسفير الجوية
قاعدة بوسفير الجوية (إيكاو: DAOE) هو مطار عسكري يقع على 3 كيلومتر (2 ميل) شمال بوسفر، وهران، الجزائر.